# Schlacht bei Saint-Quentin (1557)
Die Schlacht bei Saint-Quentin fand am 10. August 1557jul. innerhalb des Habsburgisch-Französischen Konfliktes (1552–1559) statt und führte zu einem entscheidenden Sieg der Spanier über die Franzosen. Dieser kam auch dadurch zustande, dass sich der spanische König Philipp II. die Unterstützung Englands und dessen Königin Maria I. als Verbündete gesichert hatte.

## Vorgeschichte
Seit 1552 führte Kaiser Karl V., zugleich auch Karl I. König von Spanien, Krieg gegen den französischen König Heinrich II. Nach dem Tod seiner Schwiegertochter Maria von Portugal drängte er im Jahre 1554 seinen Sohn Philipp zu einer Hochzeit mit der englischen Königin Maria, der Halbschwester der späteren Elisabeth I., um England in einem Bündnis an Spanien zu binden. Im Heiratsvertrag zwischen den beiden wurde England jedoch eine neutrale Position zugesichert, würde sich eines der anderen Herrschaftsgebiete von Philipp im Krieg befinden.
Als 1556 Karl abdankte, übernahm  Philipp den Thron Spaniens und setzte die Auseinandersetzung mit Frankreich fort. Aus diesem Grund drängte er seine Frau zur Missachtung des Ehevertrages und zur Unterstützung seines Heeres durch englische Truppen, die ihm schließlich gewährt wurde.

## Die Schlacht
Die Schlacht fand am Festtag des Heiligen Laurentius (am 10. August 1557jul.) statt. Das Schlachtfeld lag außerhalb der Mauern von Saint-Quentin, einer Ortschaft etwa 130 km nordöstlich von Paris.
Die Spanier standen unter dem Kommando von Herzog  Emanuel Philibert von Savoyen und wurden unterstützt von einem englischen Heer unter dem Kommando von William Herbert, dem 1. Earl of Pembroke. Auf der Gegenseite stand das französische Heer unter der Führung von Connétable Anne de Montmorency, einem französischen Hochadligen, der zugleich der wichtigste Berater von König Heinrich war.
Die englische Armee erreichte zwar das Schlachtfeld nicht rechtzeitig, spielte aber bei der anschließenden Eroberung der Stadt eine wichtige Rolle.

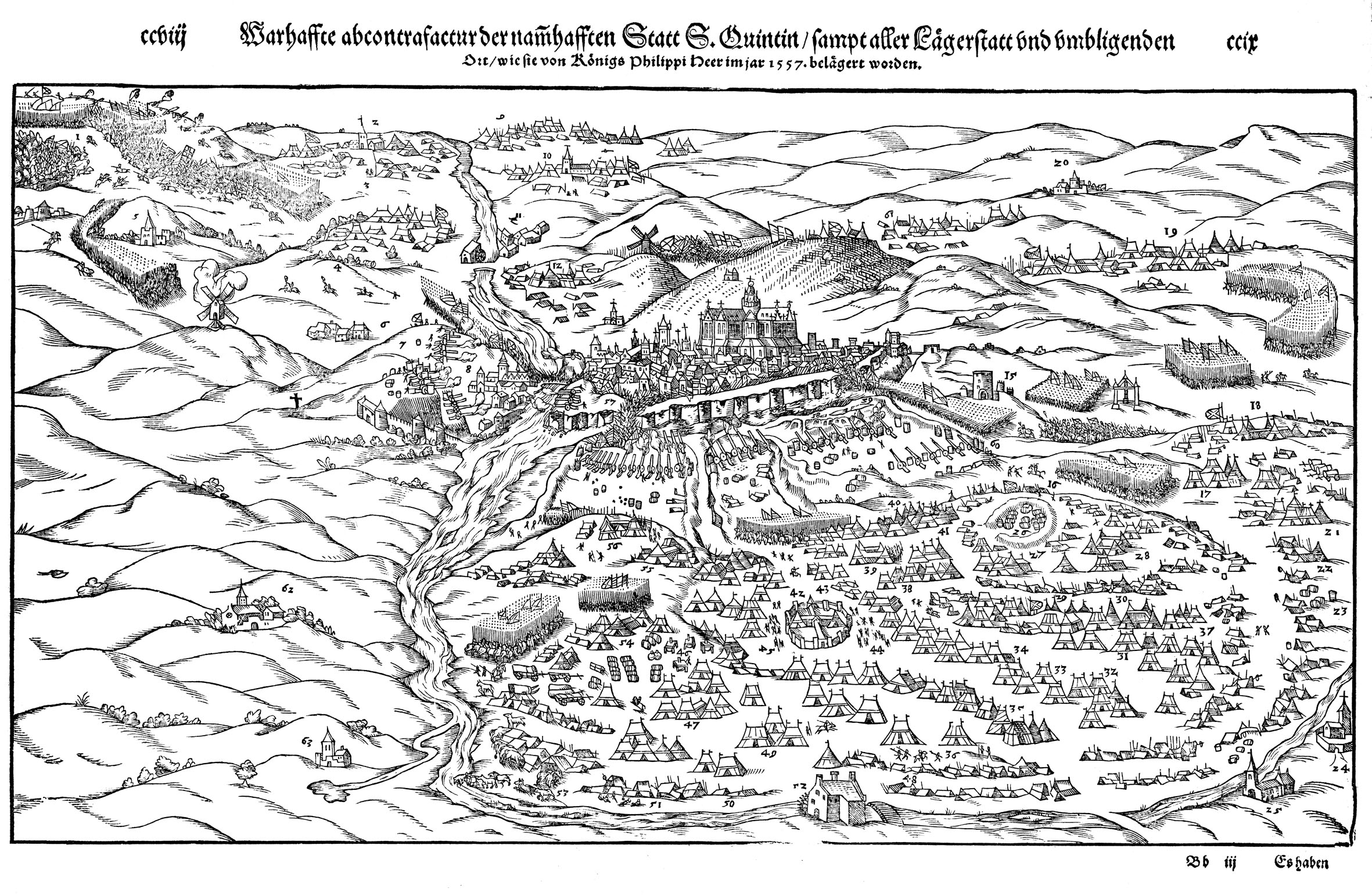
Schlacht bei Saint-Quentin (1557)

Die spanischen Truppen überwältigten zusammen mit ihren englischen Verbündeten das Heer Montmorencys, wobei der Großteil des französischen Heeres getötet oder verwundet wurde. Montmorency selbst wurde von spanischen Soldaten ergriffen und festgesetzt. Der Graf von Egmond befehligte die spanisch-niederländische Reiterei. Auf spanischer Seite nahmen auch etliche deutsche Söldnerführer mit ihren Landsknechten an der Schlacht teil; die von Coligny verteidigte Festung wurde zuerst von den deutschen Obristen Schwendi und Hastatt, dann von Münchhausen und Holle berannt. Alle vier stürmten durch eine breite Mauerbresche, vor welcher – opferreich – ein tiefer Wassergraben überwunden werden musste. Nach der geglückten Erstürmung setzte die Plünderei ein, ein Fünftel der Häuser brannte ab.
Die französische Niederlage ist als vernichtend zu bezeichnen und war einer der schwersten militärischen Verluste Frankreichs. Bei der Schlacht wurden mehr französische Adlige getötet oder gefangen genommen als in jeder anderen Schlacht seit der Schlacht von Azincourt 1415. Die Schlacht war das letzte bedeutende Gefecht innerhalb des Habsburgisch-Französischen Konfliktes. Als letztes Rückzugsgefecht folgte ein knappes Jahr später, am 13. Juli 1558, die Schlacht bei Gravelines.

## Konsequenzen
Nach diesem Sieg über die Franzosen bei Saint-Quentin hieß es, „der Anblick des Schlachtfeldes hinterließ bei Philipp eine dauerhafte Abneigung gegen den Krieg“. So lehnte er es im Weiteren ab, seinen Vorteil zu nutzen und die geschlagenen feindlichen Truppen zu verfolgen und zog sich stattdessen in die Niederlande zurück. Der Frieden von Cateau-Cambrésis beendete schließlich den Krieg.
Da der Sieg am Tag Heiligen Laurentius stattfand, den man für seinen christlichen Glauben auf einem eisernen Gitterrost gegrillt hatte, ordnete Philipp II. zum Gedenken an den Sieg den Bau eines großen Palastes an. Dieser sollte in den Bergen von Guadarrama, nordwestlich von Madrid, mit dem Grundriss eines Gitterrosts erbaut werden. Die Arbeiten an dem Palast wurden 1584 vollendet, er ist heute als Real Sitio de San Lorenzo de El Escorial bekannt.
Die bedeutendsten Auswirkungen dieser Schlacht betrafen jedoch nicht Frankreich, England oder Spanien, sondern den siegreichen Herzog Emanuel Philibert von Savoyen. Durch seinen Sieg sicherte er sich einen Platz am Konferenztisch und nahm somit an der Aushandlung der Friedensbedingungen teil. Bei diesen Verhandlungen schaffte es der Herzog, die Unabhängigkeit Savoyens durchzusetzen, das bereits seit einer Generation von den Franzosen besetzt war. Als Teil der Friedensbedingungen heiratete Emmanuel Philibert 1559 die jüngere Schwester König Heinrichs, Marguerite von Frankreich. Der Herzog verlegte zwei Jahre später die Hauptstadt seines Herzogtums vom französischen Chambéry über die Alpen nach Turin in Italien. Dadurch legte er eine neue Grundlage für das Haus Savoyen, das schließlich 1861 den ersten König des vereinten Italiens mit der Hauptstadt in Turin stellte.